# Jacek Jabłoński (lekarz)
Jacek Stanisław Jabłoński herbu Jasieńczyk (ur. 17 lipca 1852, zm. 10 maja 1912 w Sanoku) – polski lekarz, doktor wszech nauk lekarskich, c. k. urzędnik, członek rad powiatowych, działacz społeczny.

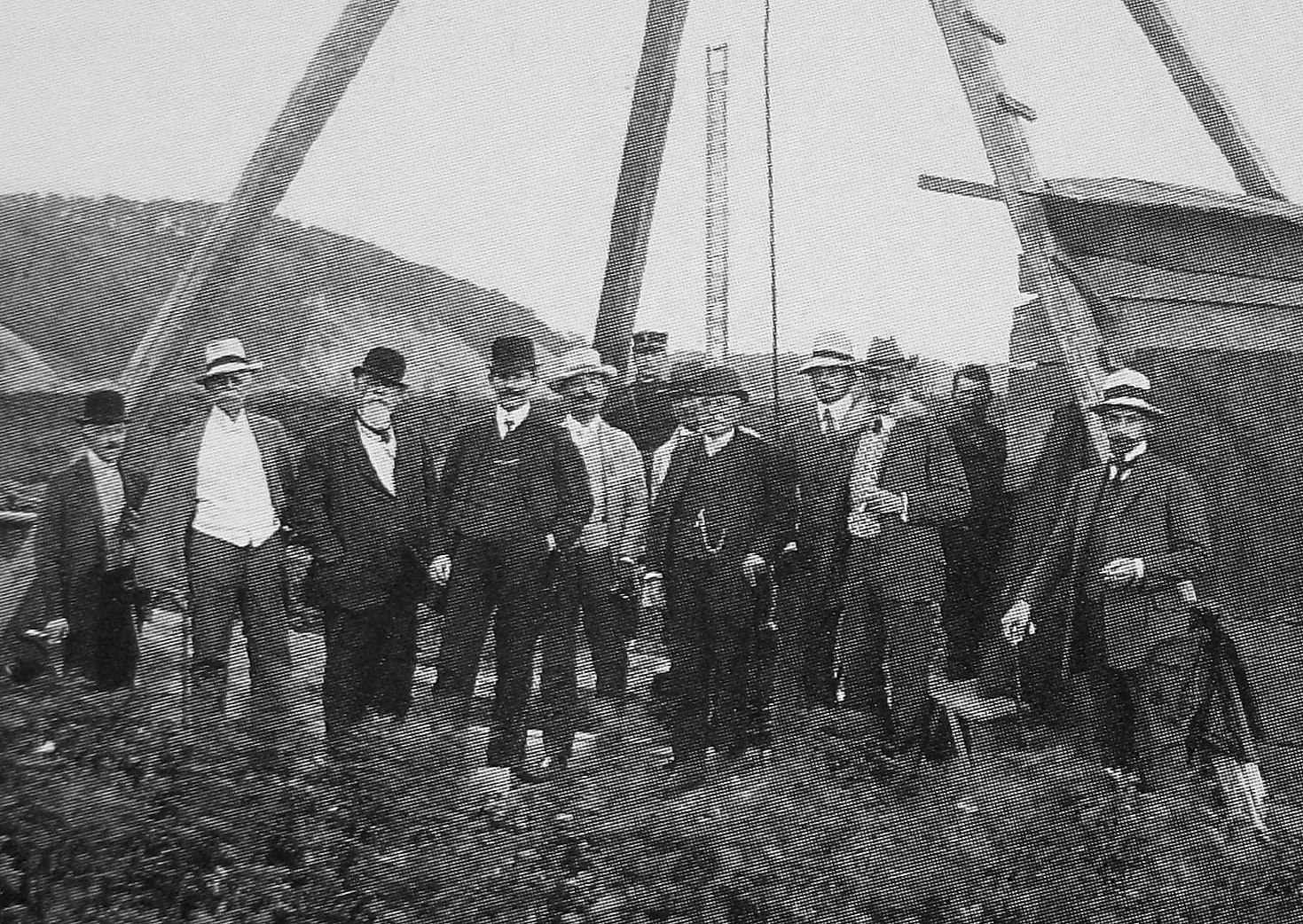
Osobistości przy odwiercie w Trepczy podczas prac poszukiwawczych celem ujęcia wody na potrzeby wodociągu miejskiego w Sanoku (ok. 1905). Od lewej: inż. Władysław Beksiński (2), dr Jacek Jabłoński (3), Feliks Giela (4), dr Salomon Ramer (5), dr Jan Staruszkiewicz (7), inż. Wilhelm Szomek (9)

## Życiorys
Jacek Stanisław Jabłoński urodził się 17 lipca 1852. Legitymował się herbem szlacheckim Jasieńczyk. Wychowywał się w duchu narodowym i niepodległościowym polskim. Ukończył studia medyczne uzyskując stopień doktora wszechnauk lekarskich. W okresie zaboru austriackiego w ramach autonomii galicyjskiej od około 1878 do około 1886 był lekarzem w Lubaczowie. Równolegle od około 1880 do około 1882 oraz ponownie około 1885/1886 sprawował stanowisko lekarza w urzędzie miejskim w Lubaczowie. Następnie był zatrudniony w urzędzie starostwie c. k. powiatu cieszanowskiego, od około 1886 jako asystent sanitarny, a od około 1889 jako lekarz powiatowy. W tym czasie, od około 1886 do około 1893 praktykował jako lekarz w Cieszanowie. Był członkiem Rady c. k. powiatu cieszanowskiego, około 1881 wybrany z grupy gmin wiejskich, pełnił funkcję zastępcy członka wydziału, później około 1884 wybrany z grupy większych posiadłości nadal pełnił funkcję zastępcy członka wydziału do około 1888. Był członkiem oddziału cieszanowskiego C. K. Towarzystwa Gospodarskiego we Lwowie.
Od około 1893 sprawował stanowisko lekarza powiatowego przy starostwie c. k. powiatu liskiego. W międzyczasie w czerwcu 1896 został mianowany tamże lekarzem powiatowym w IX klasie rangi. Równolegle praktykował jako lekarz w Lisku. Był członkiem Rady c. k. powiatu liskiego od około 1895 do około 1901, wybrany z grupy gmin miejskich, pełnił funkcję członka wydziału. W Lisku był założycielem gniazda Polskiego Towarzystwa Gimnastycznego „Sokół” w 1898, w 1899 został członkiem sądu honorowego i II zastępcą prezesa, później był prezesem gniazda. Aktywnie udzielał się w życiu społecznym Liska, należał do tamtejszej Czytelni Mieszczańskiej. Działał w towarzystwach zaliczkowych w Lisku (przewodniczący rady nadzorczej), Cieszanowie i Sanoku, gdzie był założycielem, od 1904 członkiem rady nadzorczej i prezesem rady nadzorczej (dyrektorem) Powiatowego Towarzystwa Zaliczkowego (zastępując Włodzimierza Truskolaskiego). Był członkiem i doradcą liskiego biura powiatowego Stowarzyszenia Czerwonego Krzyża mężczyzn i dam w Galicji.
W marcu 1903 jako lekarz powiatowy został przeniesiony z Liska do Sanoka. Od tego czasu do końca życia jako cesarsko-królewski urzędnik sprawował stanowisko starszego lekarza przy urzędzie starostwa c. k. powiatu sanockiego. W tym charakterze urzędował przy ulicy Jana III Sobieskiego w Sanoku. Ponadto od tego czasu prowadził prywatną praktykę w Sanoku. Pracował jako lekarz w szpitalu powiatowym w Sanoku. Był lekarzem oddziału w Sanoku Towarzystwa Wzajemnych Ubezpieczeń w Krakowie (ok. 1903/1909, 1912). Podczas walnego zgromadzenia Towarzystwa Samopomocy Lekarzy 28 lutego 1903 zgłosił się na członka tej organizacji. W 1905 był sygnatariuszem odezwy lekarzy polskich o charakterze antyalkoholowym. Był uczestnikiem X Zjazdu Lekarzy i Przyrodników Polskich we Lwowie w 1907.
W Sanoku był współzałożycielem i działaczem Towarzystwa „Kółek Rolniczych” w Sanoku, w ramach zarządu powiatowego w Sanoku Towarzystwa „Kółek Rolniczych” z siedzibą we Lwowie 27 maja 1904 został wybrany członkiem zarządu, a od końca 1909 był I-ym wiceprezesem. Po przenosinach do Sanoka był członkiem sanockiego gniazda „Sokoła” (1906) (członek wydziału od 1905). Należał także do koła Towarzystwa Szkoły Ludowej w Lisku i w Sanoku. Na początku marca 1905 został wybrany prezesem sekcji Towarzystwa Lekarzy Galicyjskich w Sanoku, ponownie wybrany 24 marca 1906; pełnił tę funkcję do końca życia. Od 1903 był członkiem Rady c. k. powiatu sanockiego, wybrany z grupy większych posiadłości, pełnił funkcję członka wydziału powiatowego, ponownie wybrany od 1907, pozostawał członkiem wydziału powiatowego, działał w komisji zdrowotnej. Mandat tej rady pełnił niezgodnie z przepisami równolegle piastując funkcję publiczną c. k. radcy powiatowego. Był członkiem Towarzystwa Upiększania Miasta Sanoka, w 1905, 1906, 1910 był wybierany członkiem komisji rewizyjnej TUMS. 27 października 1905 i w listopadzie 1906 był wybierany członkiem wydziału Towarzystwa Pomocy Naukowej w Sanoku, w ramach którego udzielał nieodpłatnej pomocy lekarskiej wychowankom. W 1905, 1907, 1910 był wybierany członkiem wydziału „Towarzystwa Bursy”, sprawującego pieczę nad Bursą Jubileuszową im. Cesarza Franciszka Józefa w Sanoku. Od około 1908 był delegatem Wydziału Krajowego do wydziału fachowej szkoły uzupełniającej w Sanoku. Był wieloletnim prezesem Towarzystwa Kasyna w Sanoku, a 18 lutego 1912 otrzymał tytuł jego honorowego członka. W 1910 został wybrany członkiem rady nadzorczej Towarzystwa Kredytowego Urzędników i Sług Państwowych w Sanoku. W grudniu 1911 został wybrany do składu komisji szacunkowej podatku osobisto-dochodowego w okręgu Sanok. Był członkiem oddziału sanockiego C. K. Galicyjskiego Towarzystwa Gospodarskiego. Był także współzałożycielem „Tygodnika Ziemi Sanockiej”, wydawanego od maja 1910. W każdym ze swoich miejsc pracy angażował się w działalność społeczną na rzecz dobra narodowego. W 1905 podjęto uchwałę, aby zakupić część jego działki nr 366 celem poszerzenia ulicy Sobieskiego.

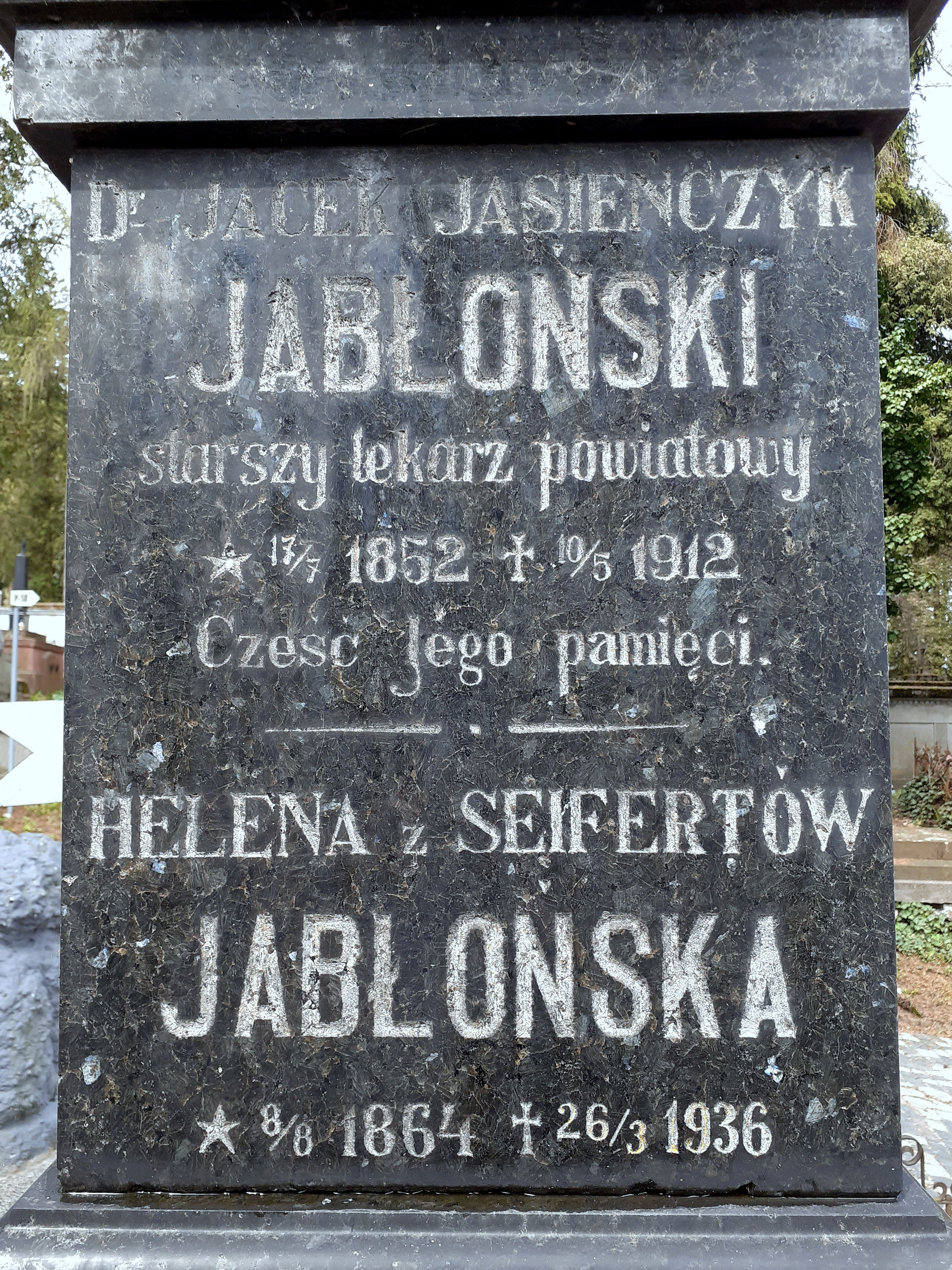
Inskrypcja nagrobna Jacka i Heleny Jabłońskich

Otrzymał tytuł Honorowego Obywatela Królewskiego Wolnego Miasta Sanoka oraz tytuł honorowego obywatela Lubaczowa.
W połowie marca 1912 wyjechał na kurację zdrowotną do Abbazyi. Zmarł 10 maja 1912 w Sanoku w wieku 60 lat. Został pochowany w grobowcu rodzin Zollnerów, Jabłońskich, Seifertów i Grandowskich na cmentarzu Głównym w Przemyślu. Jego żoną od około 1881 była Helena z domu Seifert (działaczka Towarzystwa św. Wincentego à Paulo w Sanoku, żyjąca w latach 1864–1936 i pochowana wraz z mężem).

## Odznaczenia
austro-węgierskie
- Medal Jubileuszowy Pamiątkowy dla Cywilnych Funkcjonariuszów Państwowych (przed 1911)[29]
- Krzyż Jubileuszowy dla Cywilnych Funkcjonariuszów Państwowych (przed 1911)[29]